# Maaike Kroon
Maaike Kroon (Rotterdam, 31 december 1980) is een Nederlands hoogleraar scheidingstechnologie. Door haar benoeming aan de faculteit Scheikundige Technologie van de Technische Universiteit Eindhoven op 16 december 2010 werd ze de jongste vrouwelijke hoogleraar van Nederland.

## Loopbaan
In 1999 begon Kroon aan haar studie chemische technologie aan de Technische Universiteit Delft. Vijf jaar later behaalde zij cum laude haar ingenieursdiploma. Voor haar studieresultaten en haar afstudeerproject kreeg ze een groot aantal prijzen, waaronder de CIVI-prijs van de Hollandsche Maatschappij der Wetenschappen voor de beste propedeuse in chemie en chemische technologie in Nederland in 2000. Andere prijzen betroffen een prijs van de Delftse faculteit Technische Natuurwetenschappen voor het meest innovatieve afstudeerproject in 2005, de Unilever Research Prijs in 2005, de prijs voor de beste afstudeerder in Delft in de periode 2004-2005, en de prijs van het Bataafsch Genootschap der Proefondervindelijke Wijsbegeerte als beste afstudeerder aan de universiteit in de periode 2004-2006.
In 2006 promoveerde Kroon cum laude aan de Delftse universiteit op het proefschrift ‘Combined reactions and separations using ionic liquids and carbon dioxide’. Voor haar promotieonderzoek kreeg ze de DSM Science & Technology Award voor het beste proefschrift in de periode 2006-2007 en met de KNCV-prijs voor het beste proefschrift in de periode 2006-2008.
Na haar promotie werkte Kroon onder meer als postdoc aan het MATGAS-onderzoekscentrum in Barcelona en als visiting assistant professor aan de Stanford University. In 2010 kwam ze terug in Nederland als universitair docent aan de faculteit Werktuigbouwkunde, Maritieme Techniek en Technische Materiaalwetenschappen van de TU Delft.
Kroon doet onderzoek aan nieuwe duurzame scheidingsprocessen voor de chemische industrie. Haar onderzoek richt zich op geavanceerde, energie-efficiënte scheidingsmethoden, met behulp van onder meer nieuwe hybride materialen en ionische vloeistoffen. Toepassing van deze nieuwe scheidingsmethoden worden gezocht bij de productie van hoogwaardige chemicaliën, in nieuwe ontziltingsprocessen, bij dieselproductie uit synthesegas, bij opslag van waterstof en het gebruik van biomassa.
Kroon ziet zichzelf als rolmodel voor vrouwelijke studenten. Het aantal vrouwen bij technische universiteiten is relatief laag, zeker in de functie van hoogleraar. In De Telegraaf zei ze in 2010: 'Het is echt een mannenwereld. (...) Ik weet ook niet hoe dat komt. Je ziet wel vrouwen in technische beroepen, maar dan is het vaak wat zachtere techniek zoals bouwkunde, of industrieel ontwerpen. Maar het kan dus wel'.
In 2011 startte Kroon haar eigen onderzoeksgroep aan de Technische Universiteit Eindhoven. Daar deed ze onderzoek naar nieuwe duurzame scheidingsprocessen voor de chemische industrie. Kroon was van 2012 tot 2017 lid van De Jonge Akademie van de KNAW.
In dezelfde week waarin Kroon werd uitgeroepen tot New Scientist Wetenschapstalent 2015 werd bekend dat ze per 1 december van dat jaar zou vertrekken naar Abu Dhabi. Ze kon daar aan het Petroleum Institute University and Research Center een eigen onderzoeksgroep en laboratorium opzetten.